# Ласло Фекете (фудбалер)
Ласло Фекете (мађ. Fekete László; Будимпешта, 14. април 1954 — Будимпешта, 4. март 2014) је био мађарски фудбалски репрезентативац.
Од 1974. до 1979. године уписао је 21 наступ и постигао 5 голова за фудбалску репрезентацију Мађарске. Био је најбољи стрелац мађарске лиге 1978/79. са 31. постигнутим голом, што је значило да је добио Сребрну копачку за другог стрелца у Европи. Играо је као нападач.

## Каријера
У својој играчкој каријери грао је за Ујпешти Дожу, Штурм из Граца, Волан и Бањас из Комлоа.

## Репрезентација
Фекете је дебитовао за Мађарску на пријатељском мечу против Бугарске у марту 1974. године и за репрезентацију је одиграо 21 утакмицу и постигао је 5 голова. Његова последња интернационална утакмица била је пријатељска утакмица у октобру 1979. против Сједињених Држава.

## Достугнућа
- * Првенство Мађарске
  - шампион: 1973/74, 1974/75, 1977/78, 1978/79.
  - најбољи стрелац првенства: 1978/79. (31. гол)
  - Сребрна копачка Европе: 1978/79. (31. гол)
- Куп Мађарске (МНК)
  - победник: 1975.
- Куп европских шампиона (клубови) (BEK)
  - полуфиналиста: 1973/74.
- Куп победника купова (KEK)
  - четвртфиналиста: 1983/84